# Mercat de Torrefiel
El Mercat Municipal de Torrefiel està situat en el barri del mateix nom, al nord de la ciutat de València, entre els carrers d'Alemany, del Mont Carmel, del llibreter Esclapés i de Sant Doménec Savio. A més dels productes frescos d'horta, de granja, de pesca i els d'ultramarins, típics d'aquesta mena d'establiments, té un petit passatge en el seu interior en què es poden trobar botigues de regals, perruqueria, cafeteria i altres serveis diversos. L'edifici és obra de l'arquitecte F. Darder, ocupa una superfície de 2.300 m2 i alberga 76 parades. L'inaugurà l'alcalde Ricard Pérez Casado el 12 de novembre de 1987, sobre un solar on s'havia previst la construcció d'una església, però acabà destinant-se a mercat després de la mobilització popular, promoguda per l'associació de veïns de Torrefiel, reclamant a l'Ajuntament aquest canvi de plans.